# 津谷永光
津谷 永光（つや えいこう、1951年（昭和26年）8月9日 - ）は、日本の政治家。秋田県北秋田市長（5期）。元秋田県議会議員（6期）。秋田県水泳連盟名誉顧問。

## 来歴

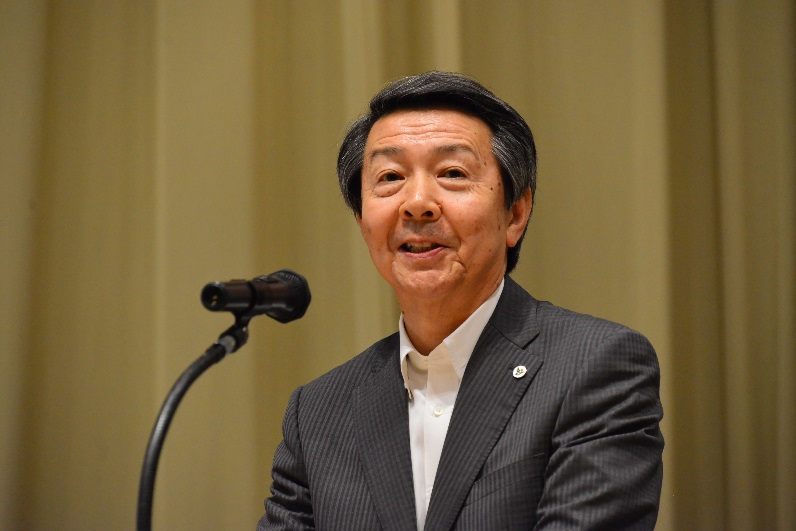
東北6県「道の駅」第5回事例発表会にて（2019年5月28日）

秋田県鷹巣町（現・北秋田市）出身。鷹巣町立鷹巣小学校（現・北秋田市立鷹巣小学校）、鷹巣町立鷹巣中学校（現・北秋田市立鷹巣中学校）卒業。1970年（昭和45年）3月、慶應義塾高等学校卒業。1975年（昭和50年）3月、慶應義塾大学経済学部卒業。
1987年（昭和62年）4月の秋田県議会議員選挙で初当選。県議時代は自由民主党に所属した。2001年（平成13年）5月15日から2003年（平成15年）4月29日まで県議会議長を務めた。その後、自由民主党秋田県支部連合会の会長などを歴任し、2009年（平成21年）2月4日、県議を辞職。

### 2009年北秋田市長選挙
2009年（平成21年）4月12日執行。元鷹巣町長の岩川徹との一騎討ちを制し初当選した。4月17日、市長に就任。
※当日有権者数：32,357人 最終投票率：81.65%（前回比：+4.17pts）
| 候補者名 | 年齢 | 所属党派 | 新旧別 | 得票数   | 得票率 | 推薦・支持 |
| -------- | ---- | -------- | ------ | -------- | ------ | ---------- |
| 津谷永光 | 57   | 無所属   | 新     | 17,916票 | 68.49% |            |
| 岩川徹   | 60   | 無所属   | 新     | 8,243票  | 31.51% |            |

### 2013年北秋田市長選挙
2013年（平成25年）4月7日執行。元公立米内沢総合病院事務長の成田元晴を破り再選。
※当日有権者数：30,429人 最終投票率：67.51%（前回比：-14.14pts）
| 候補者名 | 年齢 | 所属党派 | 新旧別 | 得票数   | 得票率 | 推薦・支持         |
| -------- | ---- | -------- | ------ | -------- | ------ | ------------------ |
| 津谷永光 | 61   | 無所属   | 現     | 14,673票 | 72.23% |                    |
| 成田元晴 | 63   | 無所属   | 新     | 5,641票  | 27.77% | （推薦）日本共産党 |

### 2017年北秋田市長選挙
2017年（平成29年）4月2日告示、4月9日執行。無投票で3選。

### 2021年北秋田市長選挙
2021年（令和3年）3月28日告示、4月4日執行。無投票で4選。

### 2025年北秋田市長選挙
2025年（令和7年）3月30日告示、4月6日執行。元市議会議員の虻川敬を破り5選。

## 市政
- 2020年（令和2年）5月20日、新型コロナウイルス対策の財源に充てるため、自身と副市長と教育長の6月期末手当を全額カットすると発表した[8]。